# Alfred Steinhage
Alfred August Steinhage (* 19. Juli 1889 in Mülheim am Rhein; † 15. Oktober 1955 in Wuppertal) war ein deutscher Kommunist und Widerständler gegen den Nationalsozialismus. Von seinen politischen Gegnern wurde er Roter General von Elberfeld genannt.

## Erster Weltkrieg und Weimarer Republik
Alfred Steinhage lernte den Beruf des Schmieds. Im Ersten Weltkrieg diente er in der Kaiserlichen Marine, und 1917 trat er in die SPD ein. Nach dem Krieg ließ er sich in Elberfeld nieder; ob er zu einer Gruppe revolutionärer Matrosen gehörte, die am 7. November 1918 in Wuppertal eintrafen, ist ungeklärt. 1919 trat Steinhage der KPD bei, heiratete im selben Jahr und wurde Vater einer Tochter. Er beteiligte sich als „Kampfführer“ aktiv an der Niederschlagung des Kapp-Putsches, erlebte aber anschließend die Niederlage der Roten Ruhrarmee gegen Reichswehr und Freikorps.
1924 wurde in Barmen eine Ortsgruppe des Roten Frontkämpferbundes (RFB) gegründet, und Steinhage trat ihr bei. Zwei Jahre später kam eine Ortsgruppe in Elberfeld hinzu. Steinhage wurde Leiter dieser Gruppe und organisierte Wehrsportübungen an der Lenneper Talsperre. Observierende Kriminalbeamte bescheinigten seinen Kampfgruppen „exakte militärische Führung, Kommandos und Wendungen“. Bei Demonstrationen zeigte Steinhage als Organisator Fantasie: So wurden bei nächtlichen Umzügen beleuchtete Transparente getragen, und im Zuge der Kampagne für die Fürstenenteignung wurde das alte System buchstäblich zu Grabe getragen in Form eines Sarges mit einer Krone darauf.
1929 wurde der RFB nach blutigen Zusammenstößen mit anderen politischen Kämpfergruppen verboten. In der Folge brachen in der Elberfelder KPD persönliche Animositäten aus; Alfred Steinhage wie auch seine Brüder Fritz und Leo sollten aus der Partei gedrängt werden. Viele Genossen waren der Meinung, dass die Militanz der Kampfgruppen der Partei geschadet hätte. Steinhage und einige seiner Freunde kamen einem Ausschluss zuvor, indem sie aus der Partei austraten und eine eigene Gruppe gründeten, den „Verein proletarischer Gesinnungsfreunde“.
Dieser Austritt von Steinhage aus der KPD sorgte für großes Aufsehen in Kreisen seiner Genossen, größer war jedoch der Ärger darüber, dass auch die Mitglieder der RFB-Kapelle zu seiner neuen Gruppe übertraten. „Unter dem Namen ‚Freiheit'‘ wird sie Mittelpunkt der Agitation der neuen politischen Gruppierung.“ Die Kapelle wurde fortan von Steinhages Gruppe bei vielen Gelegenheiten eingesetzt, zum großen Ärger der KPD, die dies als „Schmach“ empfand.

## Zeit des Nationalsozialismus
Nach der „Machtergreifung“ 1933 wurde Alfred Steinhage am 24. Juni von Mitgliedern der SA abgeholt und schwer misshandelt. Er beschloss, in das Saarland zu fliehen. Wenige Tage später schlugen Angehörige der SS seiner Frau die Zähne aus und zwangen sie, der Freundin eines ihrer Anführer die Lizenz für Steinhages Gaststätte, die er inzwischen eröffnet hatte, zu übertragen. Anschließend folgte sie mit ihrer Tochter ihrem Mann in das Saarland.
Im Saarländer Exil war die Familie Steinhage in doppelter Isolation: als Flüchtlinge aus Deutschland sowie als verachtete „Renegaten“ der kommunistischen Bewegung. Nach der Saarabstimmung und dem folgenden Anschluss des Saarlandes an Deutschland floh die Familie weiter nach Frankreich. Als sie von der französischen Polizei aufgegriffen wurden, schob diese die Steinhages nach Deutschland ab. Sie gingen nach Wuppertal zurück, und Alfred Steinhage stellte sich der Gestapo.
Steinhage wurde zunächst im Gefängnis Bendahl inhaftiert, von dort in das KZ Esterwegen verlegt und wiederholt misshandelt; unter anderem wurden ihm drei Rippen gebrochen und mit einem Gewehrkolben alle Zähne ausgeschlagen. Die Exilpresse verbreitete fälschlicherweise die Nachricht, er sei im KZ Oranienburg ermordet worden. Später wurde er nach Sachsenhausen gebracht und im November 1936 entlassen. Die Gestapo, die ihn weiterhin unter Beobachtung hatte, notierte: „Alfred Steinhage vermeidet den Verkehr mit früheren Gesinnungsgenossen.“

## Nach dem Krieg
Nach dem Krieg erwarb Steinhage von seiner Haftentschädigung einen kleinen Kiosk. Er starb 1955 im Alter von 66 Jahren. 1962 – sieben Jahre nach seinem Tod – stand sein Wiedergutmachungsfall auf der Tagesordnung des zuständigen Ausschusses. Ehemalige Parteigenossen erschienen vor dem Ausschuss, um auszusagen, dass Steinhage sich 1929 unrechtmäßig die Musikinstrumente der RFB-Kapelle angeeignet habe.